# Notre-Dame de l’Assomption (Marolles-en-Hurepoix)

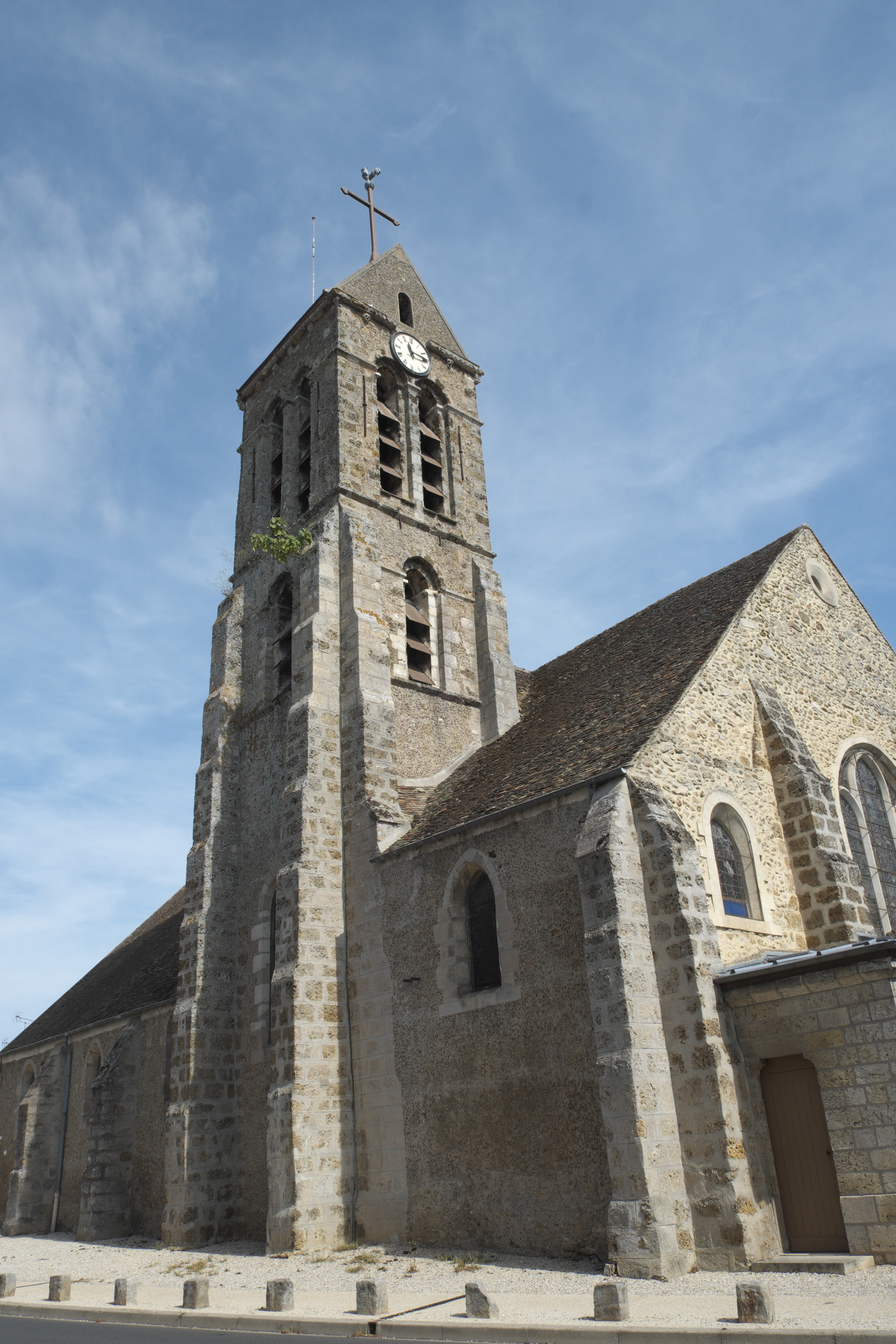
Pfarrkirche Notre-Dame-de-l’Assomption

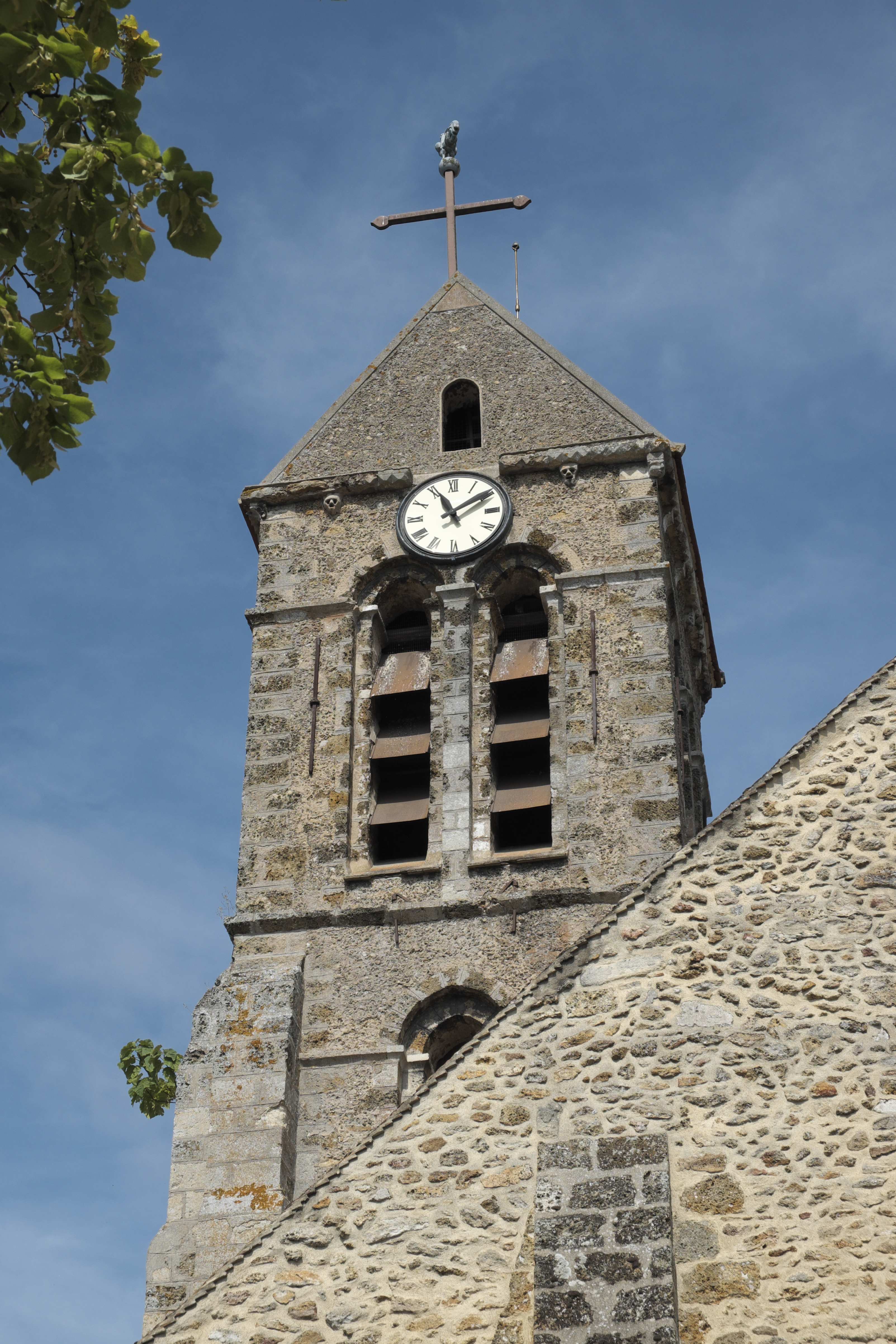
Glockenturm

Die katholische Pfarrkirche Notre-Dame de l’Assomption (Mariä Himmelfahrt), auch Notre-Dame-de-l’Assomption-de-la-très-Sainte-Vierge (Himmelfahrt der heiligsten Jungfrau), in Marolles-en-Hurepoix, einer Gemeinde im Département Essonne in der französischen Region Île-de-France, geht auf eine romanische Kirche aus dem 12. Jahrhundert zurück, die im 15. Jahrhundert im Stil der Flamboyant-Gotik erneuert wurde. Das Marienfenster im Chor und zwei weitere Bleiglasfenster  aus dem 16. Jahrhundert wurden 1911 als Monuments historiques in die Liste der beweglichen Kulturgüter (Base Palissy) in Frankreich aufgenommen.

## Architektur
Die ältesten Teile der Kirche sind der romanische Glockenturm, der noch aus dem späten 11. Jahrhundert stammt, und der Chor, der Ende des 12. Jahrhunderts errichtet wurde. Der Glockenturm und der zweijochige, gerade geschlossene Chor bildeten die ursprüngliche Kirche. Das dreischiffige Langhaus wurde nach den Verwüstungen während des Hundertjährigen Krieges Ende des 15. Jahrhunderts neu errichtet. Das Hauptschiff und die beiden Seitenschiffe sind in fünf Joche gegliedert und werden von Kreuzrippengewölben gedeckt, die erst Ende des 19. Jahrhunderts eingezogen wurden und die ursprüngliche Holzdecke zu ersetzen.

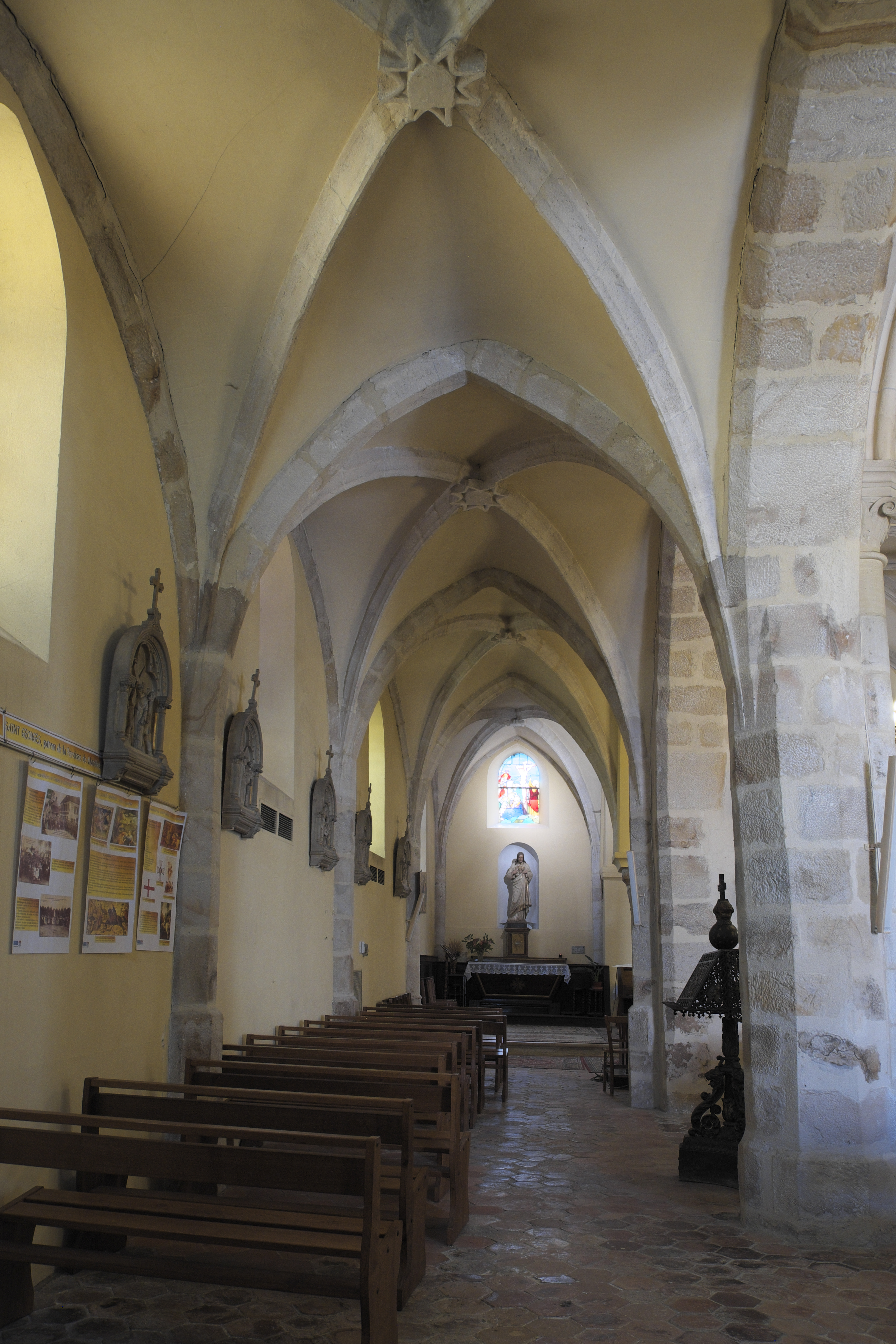
Nördliches Seitenschiff
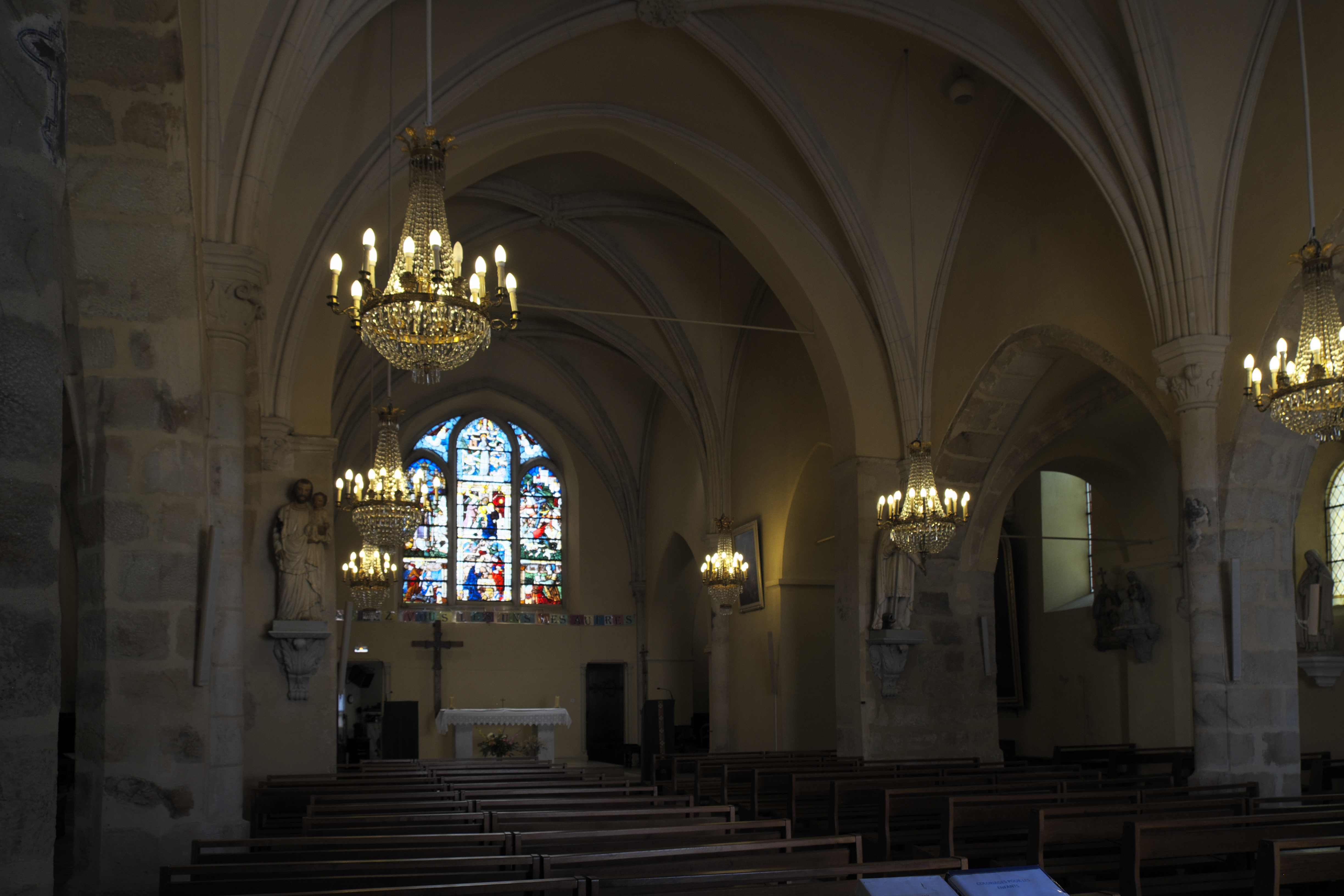
Mittelschiff
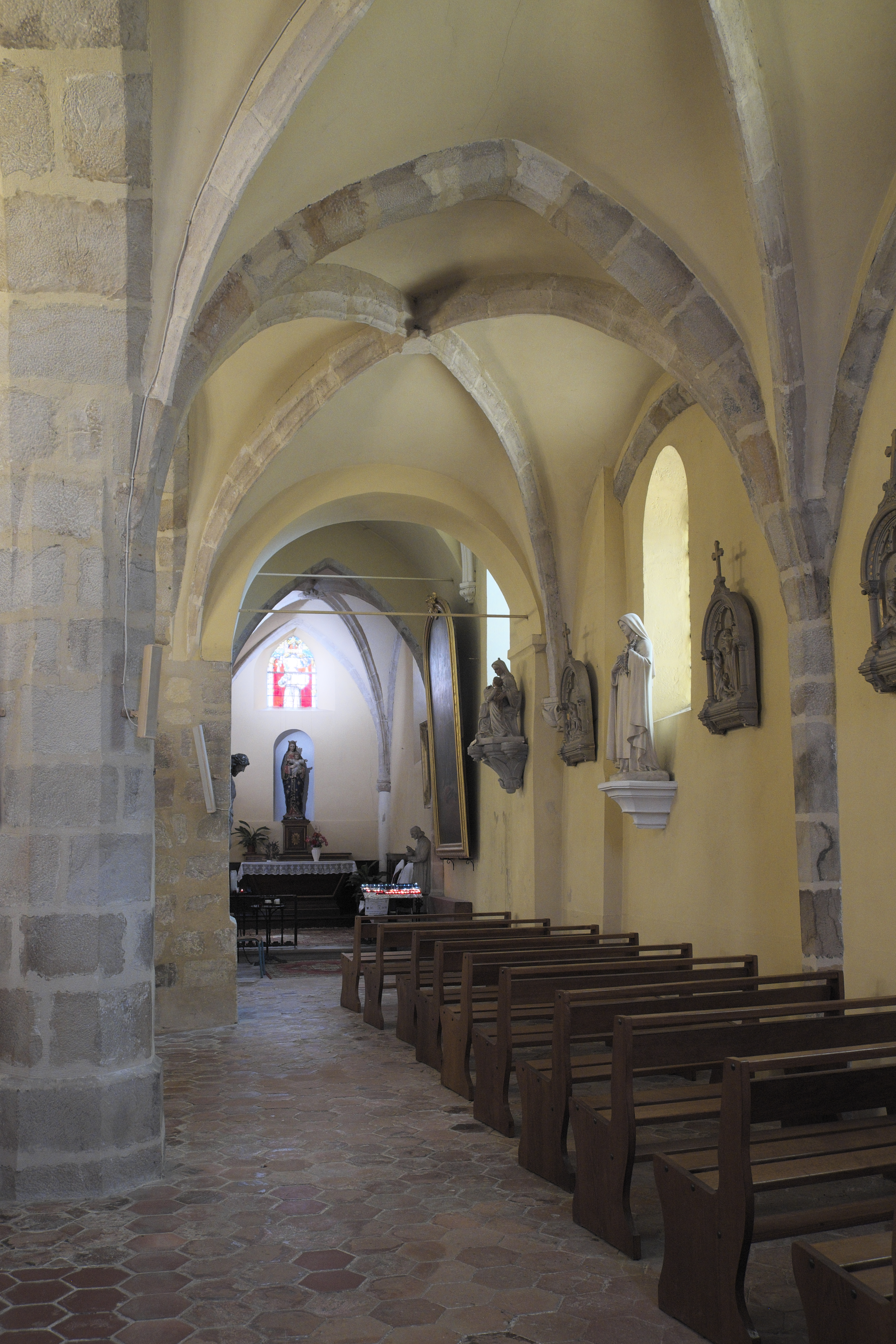
Südliches Seitenschiff

## Bleiglasfenster

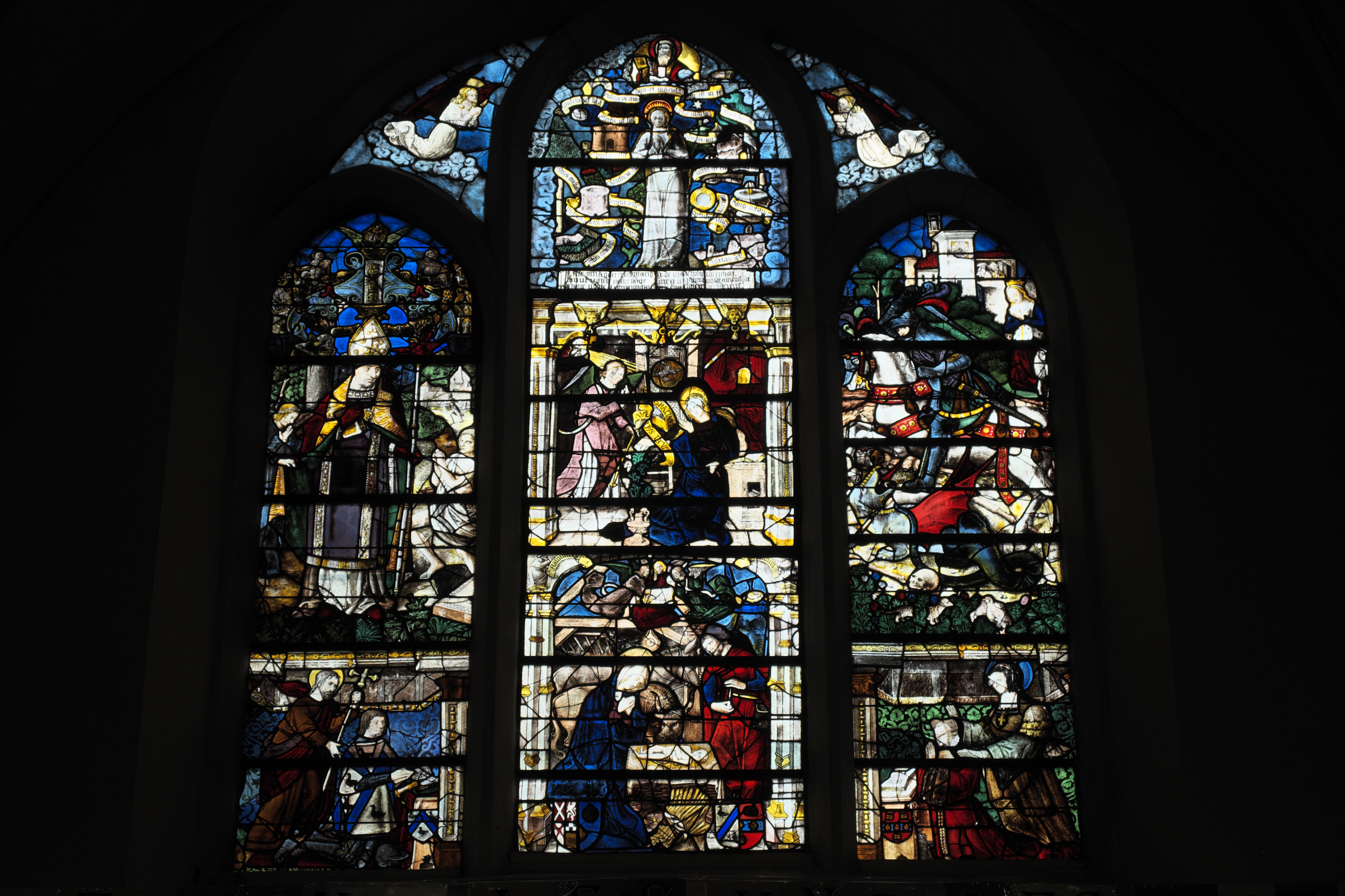
Marienfenster

Das große dreibahnige Chorfenster aus dem 16. Jahrhundert stellt in der Mitte Szenen aus dem Marienleben dar. Im Zentrum oben thront Gottvater, darunter steht Maria umgeben von ihren Symbolen und Lobpreisungen, die in den Spruchbändern zu lesen sind: „pulchra ut luna“ (schön wie der Mond), „electa ut sol“ (auserlesen wie die Sonne), „stella maris“ (Meerstern), „porta coeli“  (Pforte des Himmels). Die Szenen darunter stellen die Verkündigung und die Geburt Christi dar. Am unteren Bildrand sind links und rechts außen die Stifter mit ihren Schutzpatronen und ihren Wappen dargestellt. Über den Stiftern sieht man links einen Bischof, der einen jungen Mann von den Toten auferweckt, und rechts den heiligen Georg, den Patron der Pfarrei, der den Drachen besiegt.

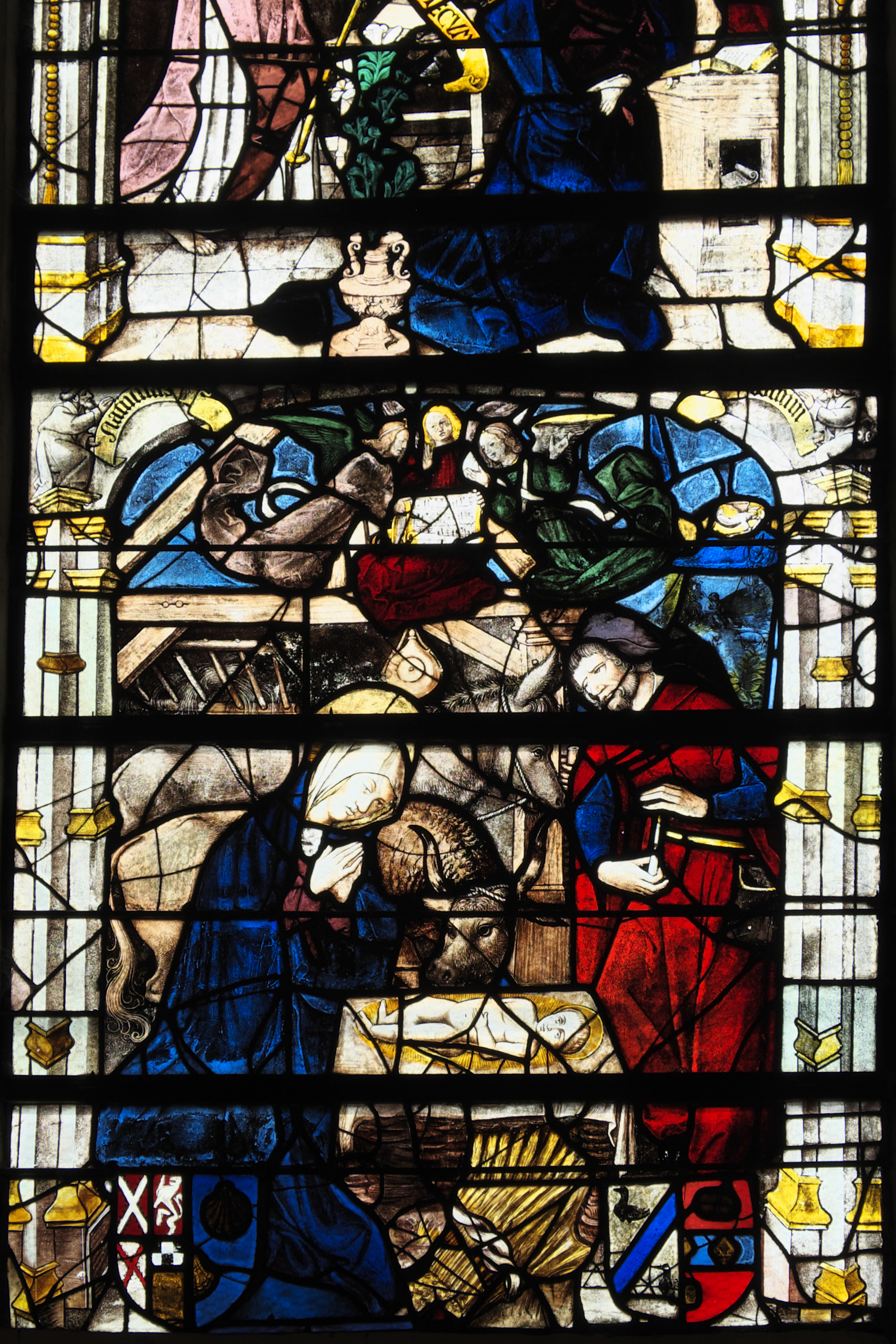
Geburt Christi
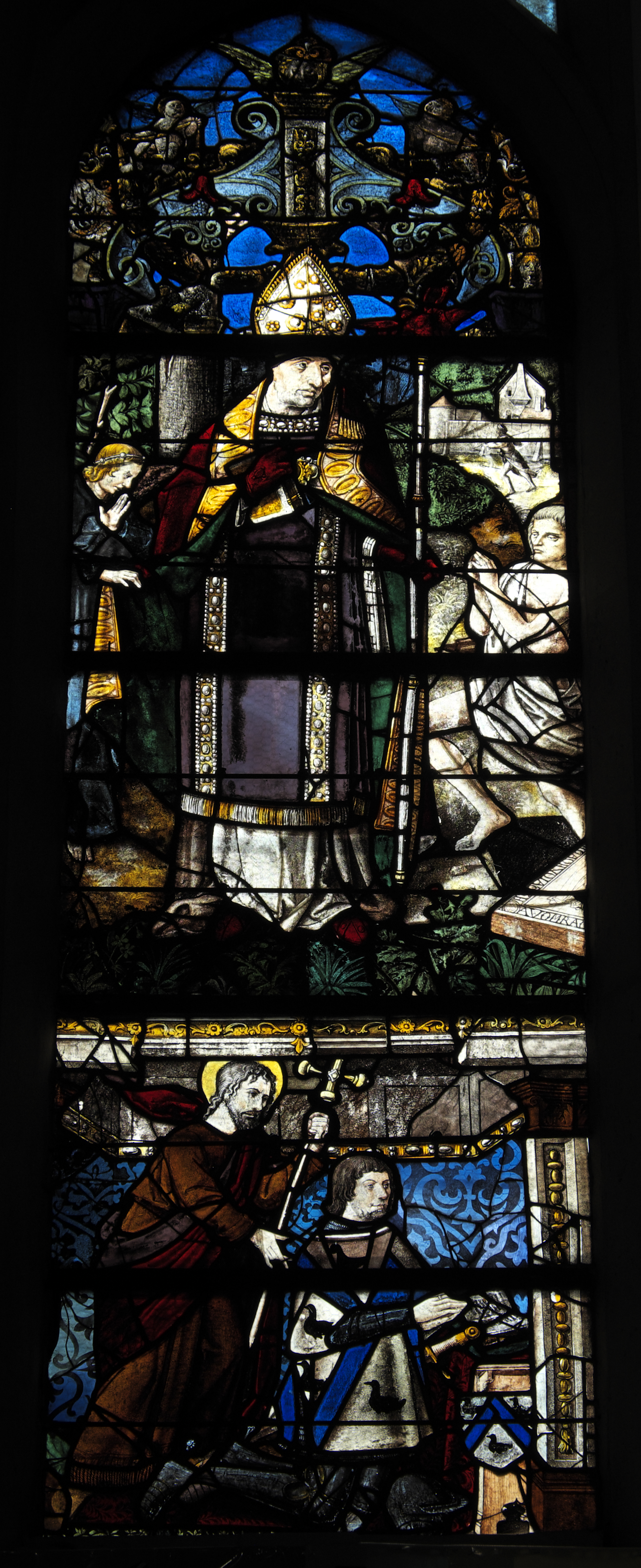
Bischof (oben), Stifter mit Patron (unten)
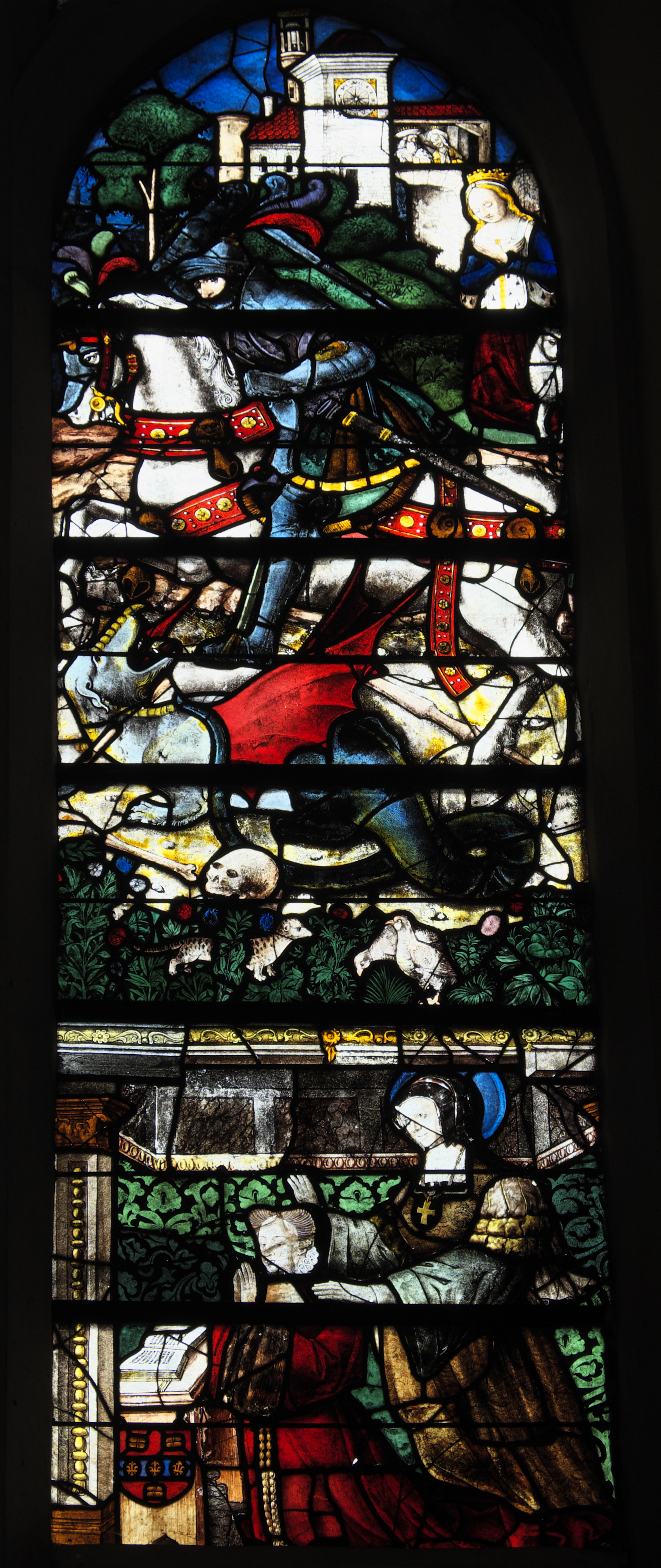
Heiliger Georg (oben), Stifterin mit Patronin (unten)

## Weitere Ausstattung
- Das schmiedeeiserne, teilweise vergoldete Lesepult stammt aus dem späten 18. Jahrhundert.[4]
- Das Taufbecken besteht aus Gusseisen und wurde im 19. Jahrhundert geschaffen. Die runde Schale ist godroniert, der kannelierte Sockel ist mit Blattwerk verziert. Der Deckel wird von zwei Engelsköpfen und einem Kreuz bekrönt.[5]
- Die weiß gefasste und teilweise vergoldete Schnitzfigur des heiligen Georg stammt aus dem 19. Jahrhundert und stellt den Schutzpatron der Pfarrei dar.[6]

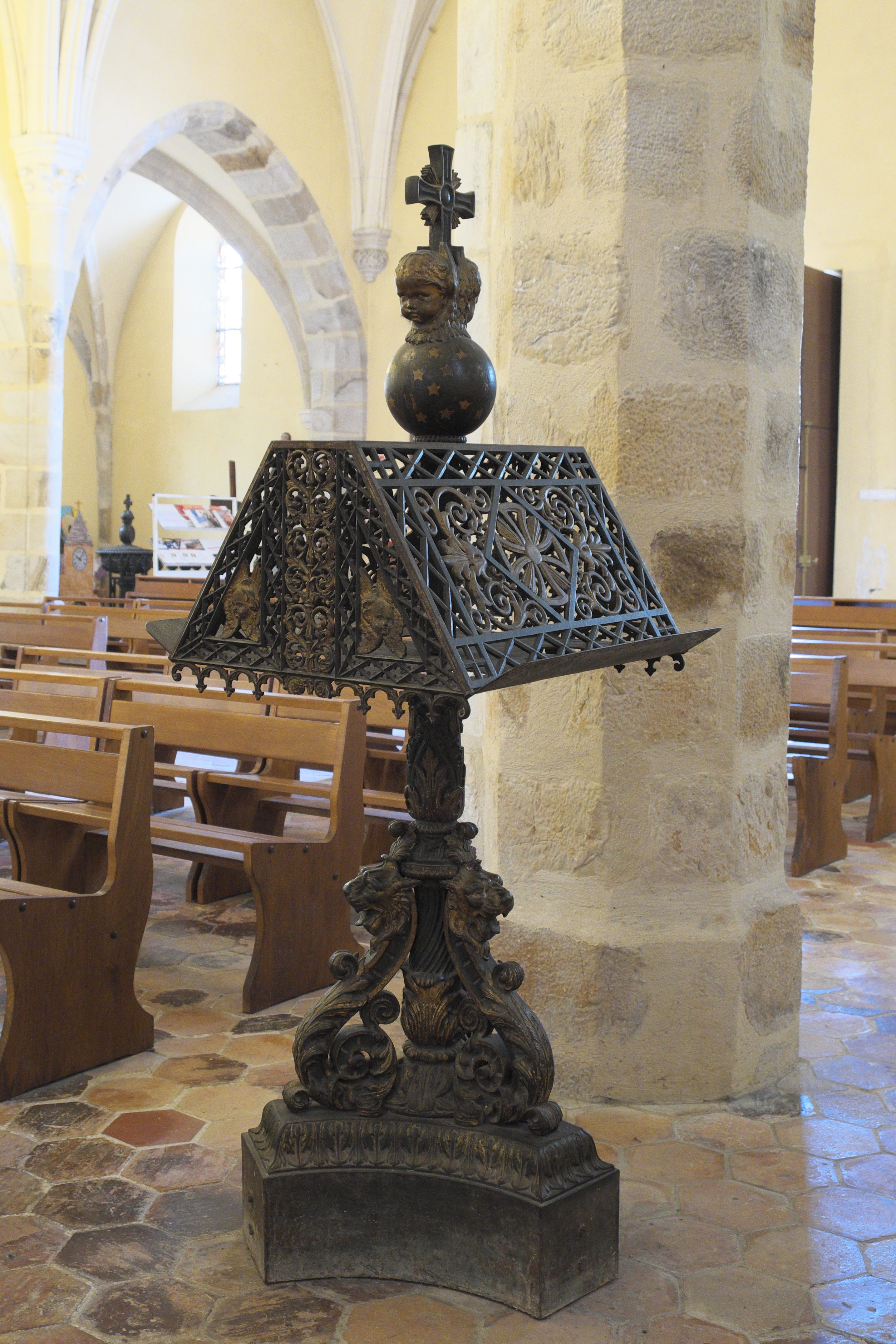
Lesepult
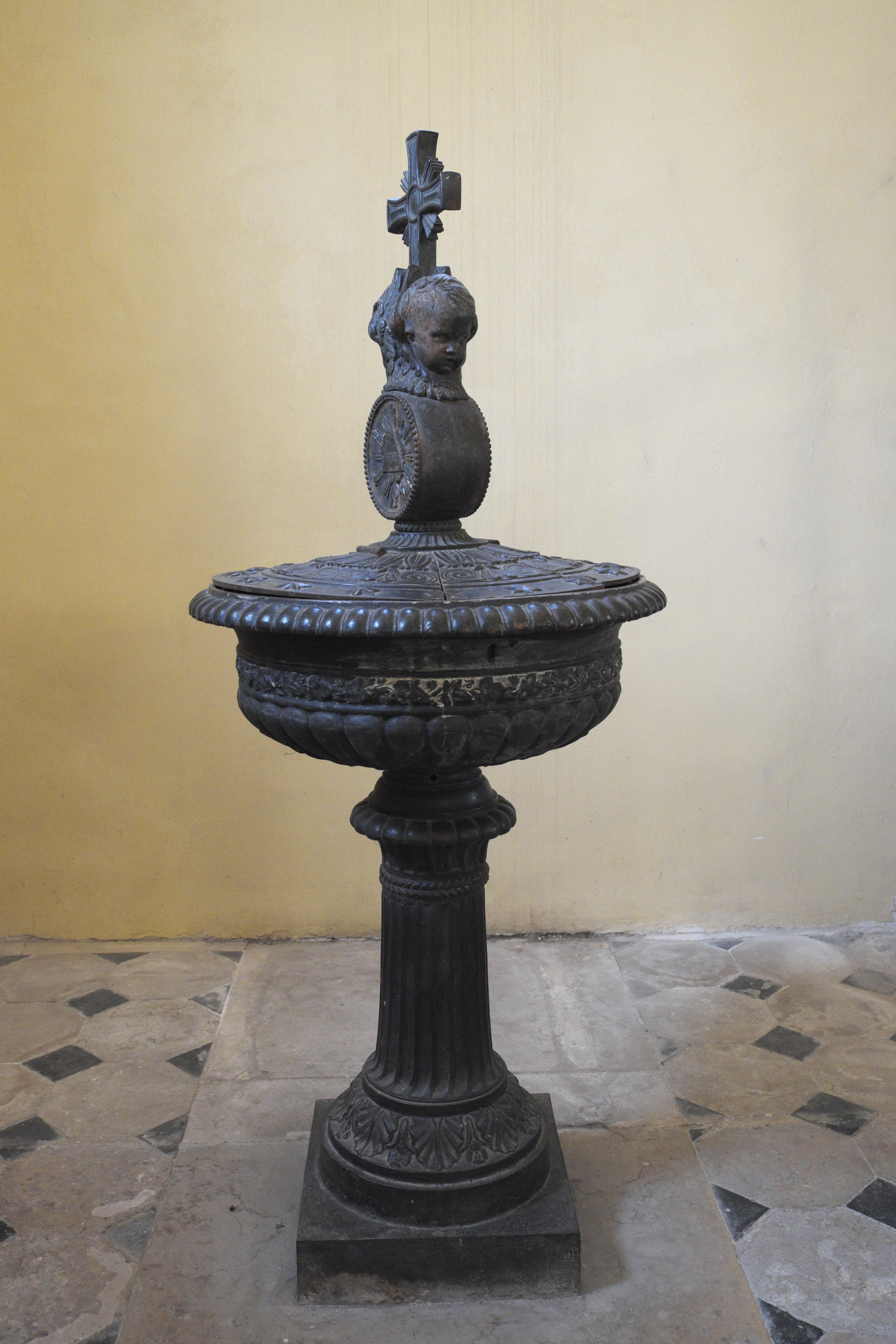
Taufbecken
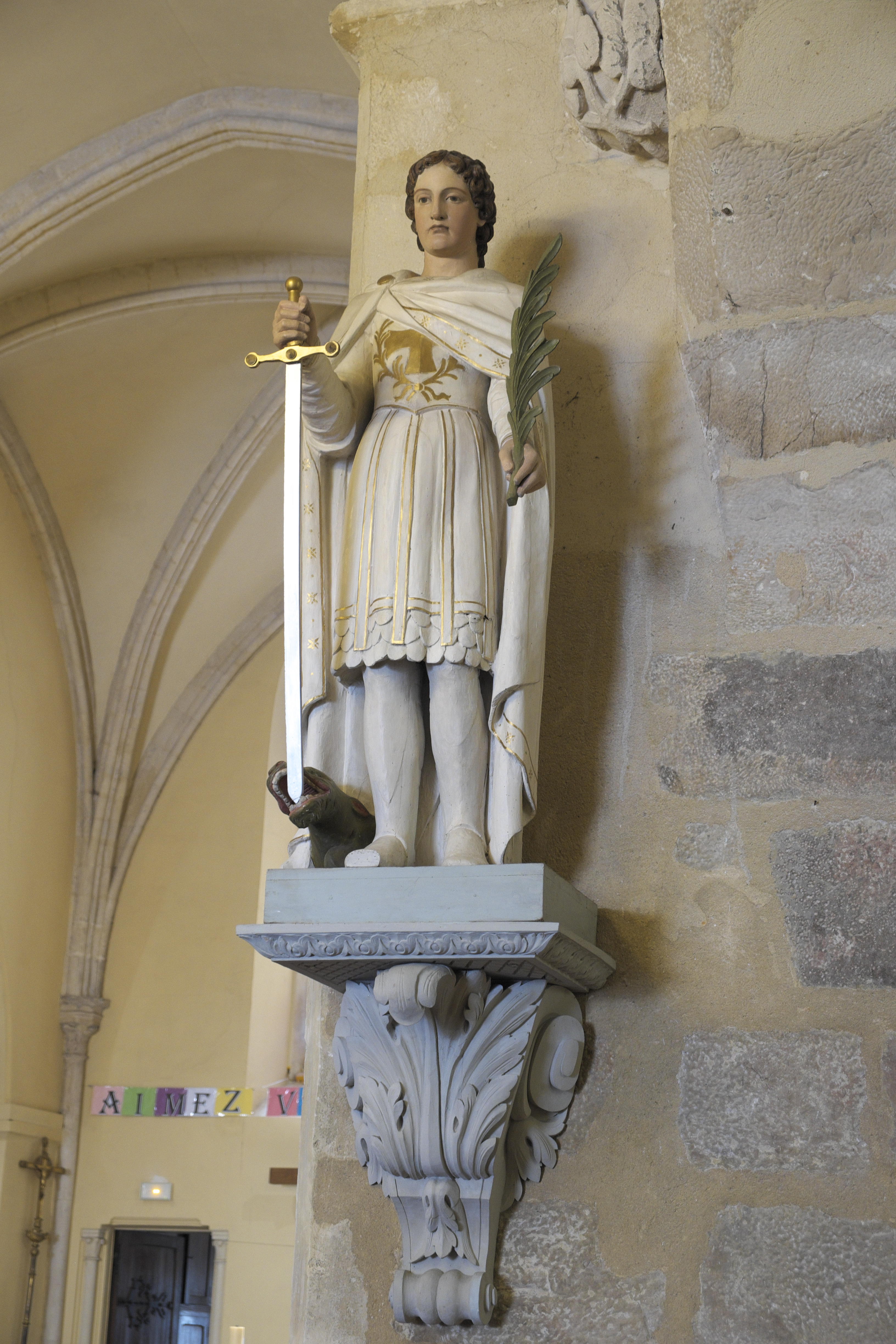
Heiliger Georg